# Pediobopsis
Pediobopsis is een geslacht van vliesvleugeligen uit de familie Eulophidae. De wetenschappelijke naam van dit geslacht is voor het eerst geldig gepubliceerd in 1913 door Girault.

## Soorten
Het geslacht Pediobopsis omvat de volgende soorten:
- Pediobopsis pellucidula (Crosby, 1909)
- Pediobopsis spenceri Girault, 1913